# Pseudomesus brevicornis
Pseudomesus brevicornis är en kräftdjursart som beskrevs av Hansen 1916. Pseudomesus brevicornis ingår i släktet Pseudomesus och familjen Desmosomatidae. Inga underarter finns listade i Catalogue of Life.